# Nove Selo, Izeaslav
Nove Selo (în ucraineană Нове Село) este localitatea de reședință a comunei Nove Selo din raionul Izeaslav, regiunea Hmelnîțkîi, Ucraina.

## Demografie
Componența lingvistică a localității Nove Selo
     Ucraineană (99,05%)
     Alte limbi (0,85%)
Conform recensământului din 2001, majoritatea populației localității Nove Selo era vorbitoare de ucraineană (99,05%), existând în minoritate și vorbitori de alte limbi.